# Bila (Adelsgeschlecht)

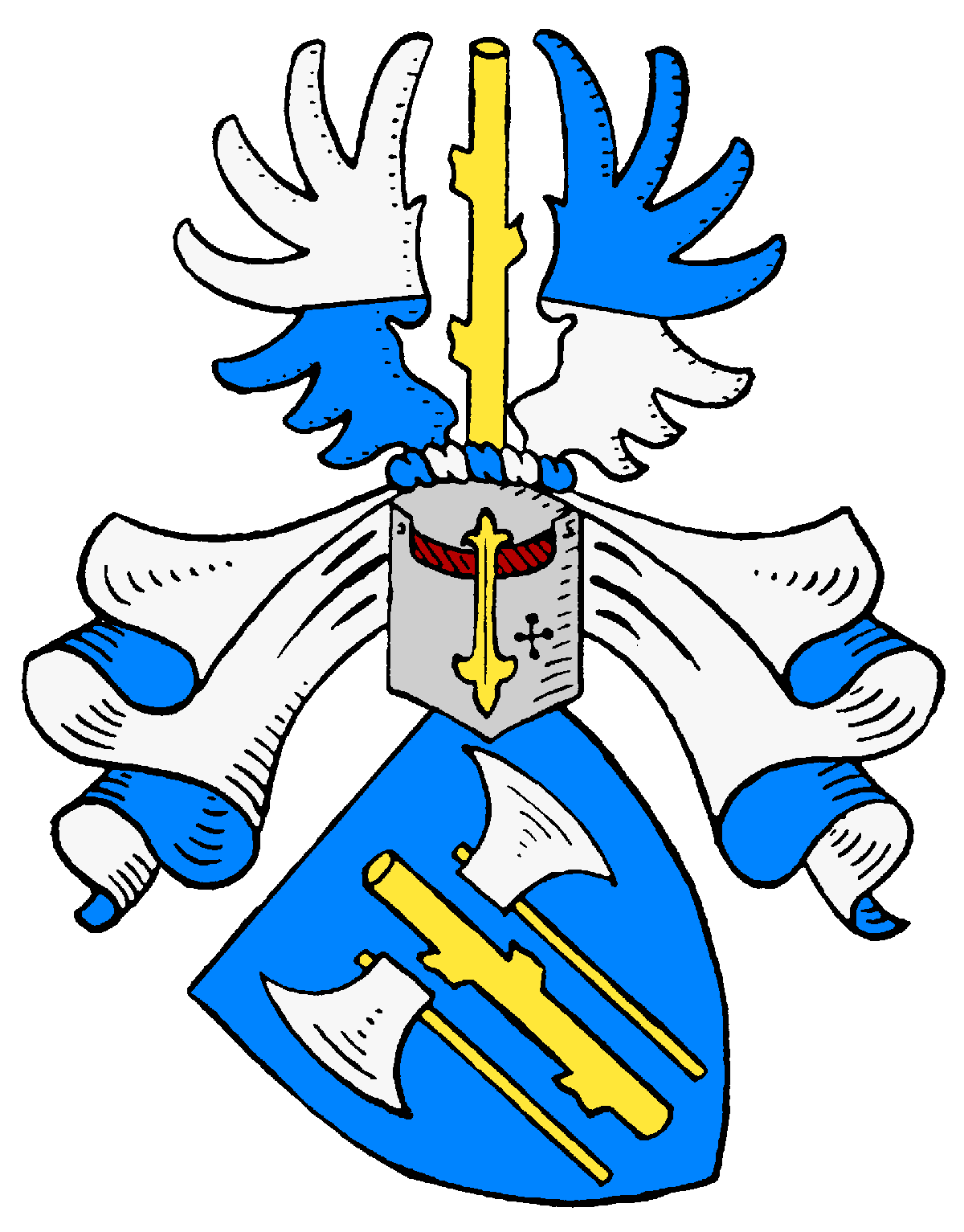
Wappen derer von Bila

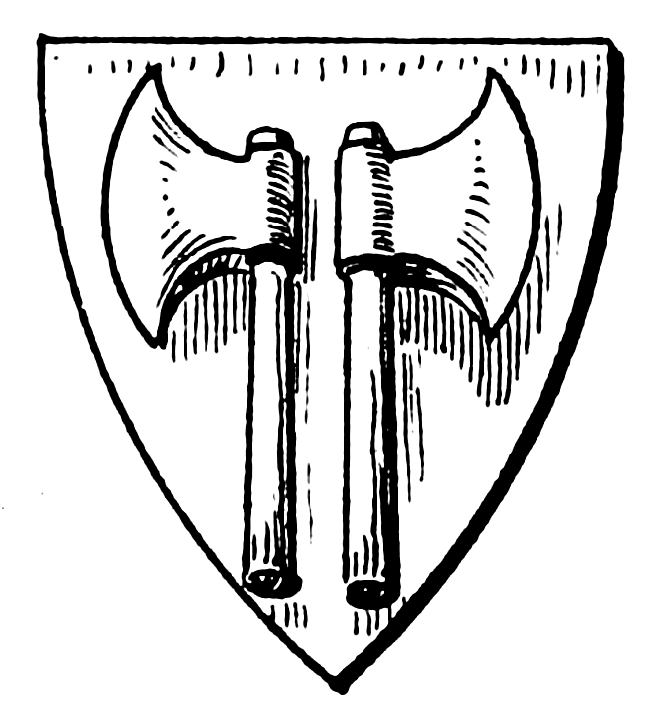
Stammwappen derer von Bila (im Siegel des Apel von Bila von 1313)

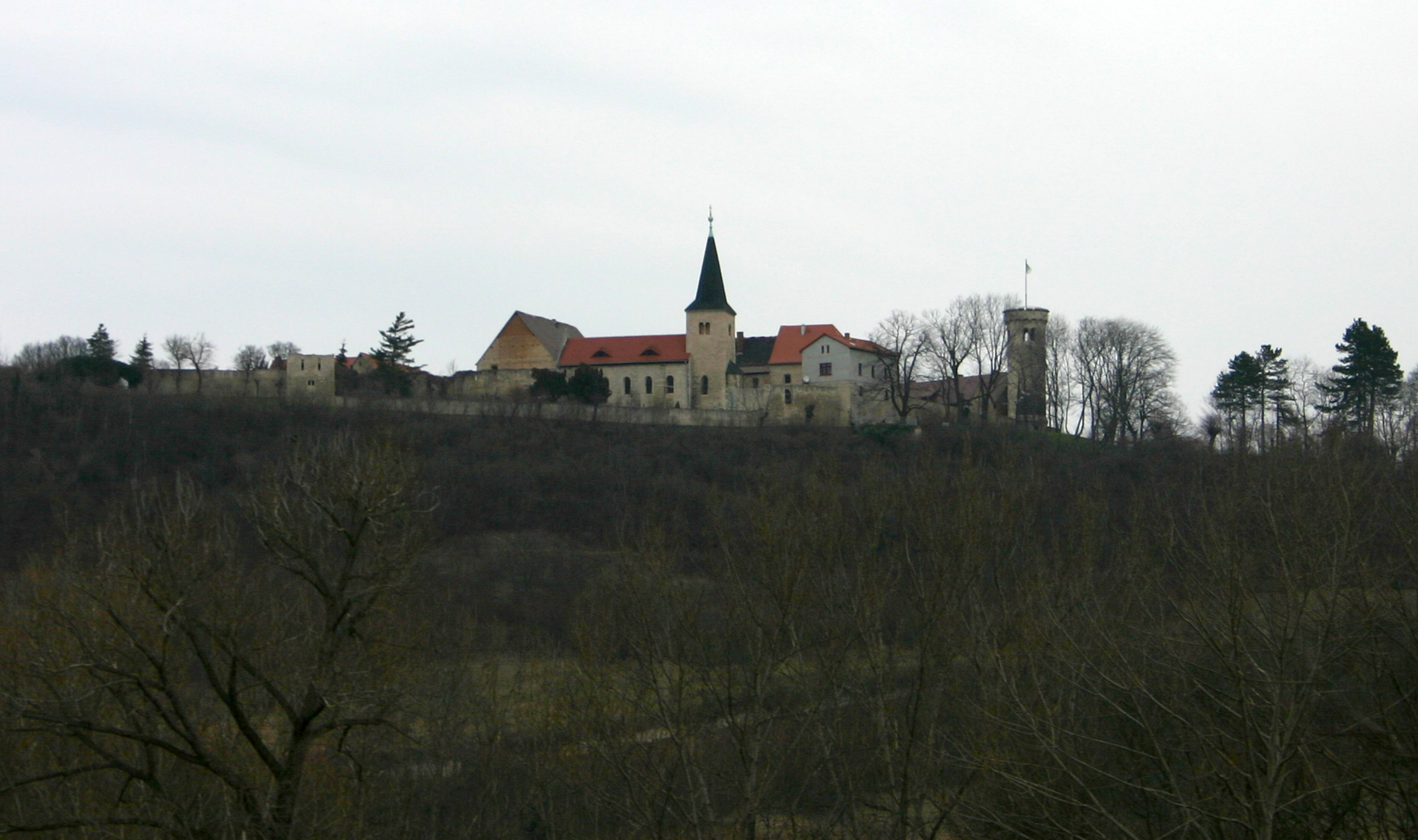
Gut Zscheiplitz

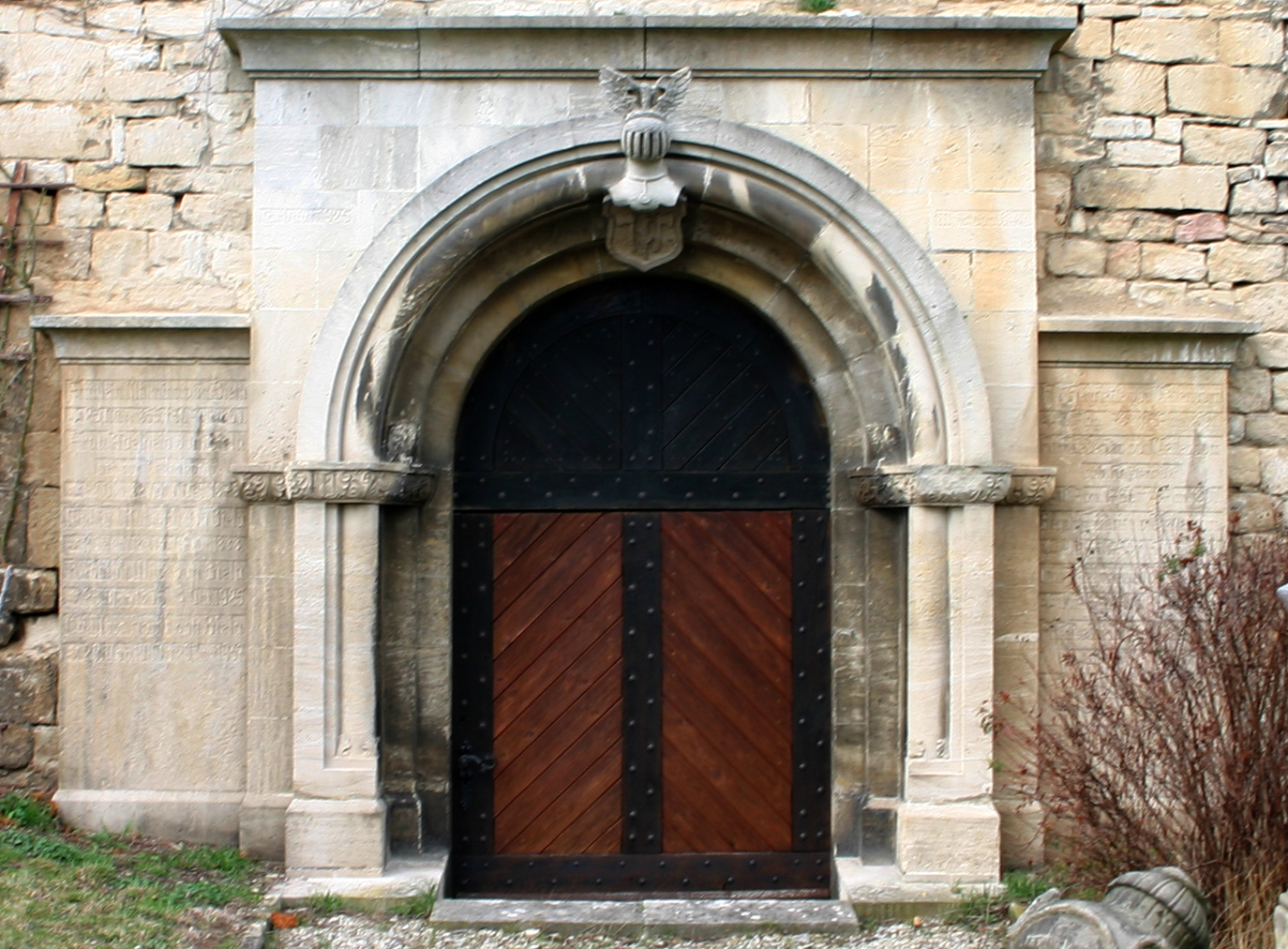
Familiengruft Zscheiplitz

Bila, auch Biela und Byla, ist ein thüringisches Uradelsgeschlecht mit dem Stammhaus Bielen bei Nordhausen. Im 16. Jahrhundert wanderten Vertreter der Familie in das Königreich Böhmen aus, kehrten aber wieder nach Thüringen und in den Südharz zurück.

## Geschichte
Die Legende berichtet von der Errettung König Heinrichs IV. durch eine Holzfäller- und Köhlerfamilie im Südharz auf seiner Flucht von der Harzburg im Zuge des Sachsenkrieges im Jahr 1073. Jene Familie soll nach Heinrichs Machtfestigung in den Ritterstand erhoben worden sein und das Lehen Bielen bei Nordhausen erhalten haben. Der Name leitet sich der Legende nach vom Beil der Holzfäller ab, althochdt. bīhal.
Der Ort Bielen wird 1158 erstmals als Biela in einer Urkunde des Kaisers Friedrich I. Barbarossa genannt.
Urkundlich werden erstmals Thilo von Bila 1200 und Albertus de Bele 1224 erwähnt. Das Geschlecht unterteilte sich im 19. Jahrhundert in die drei Linien Bila, Biela und Byla. Die Familie besaß zeitweise Hainrode und Stapelburg und hatte Lehngüter in Auleben, Berga, Roßla, Tilleda und Wernrode in der Goldenen Aue und in der Hainleite. Im 14. Jahrhundert wandte sich ein Zweig der Familie nach Böhmen, wo sie die Herrschaft Schochar erwarb, deren letzter Besitzer Friedrich von Bila als Protestant und Anhänger des Winterkönigs am 20. Juni 1621 enthauptet wurde.
Später besaßen sie in Zscheiplitz (Biela, 1847–1945) und von Mitte des 19. Jh. bis Anfang 20. Jh. in Markröhlitz ein Rittergut. Durch die Bodenreform 1945 wurden die Güter in Gerbitz (Bila), Zscheiplitz (Biela) und Uthleben (Byla) enteignet.

## Wappen
- Das Wappen zeigt in blauem Schild zwei nach außen gekehrte silberne Beile, dazwischen einen dreifach gestümmelten goldenen Baumstamm (Ast). Auf dem Helm mit blau-silbernen Decken der Baumstamm zwischen offenem, Silber und Blau übereck-geteiltem Flug.
Das Wappen findet sich an dem Gutshaus in Markröhlitz und am Haupthaus vom Rittergut Zscheiplitz und am Zugang zur dortigen Gruft in der Klosterkirche Zscheiplitz.
- Das Stammwappen mit den zwei nach außen gekehrten Beilen findet sich in einem Siegel des Apel von Bila von 1313[3] und auf der Grabplatte des Dechanten Friedrich von Bila († 1327) in der Krypta des katholischen Nordhäuser Domes.
Der dreifach gestümmelte Ast zwischen den Beilen ist eine Wappenergänzung nach der Heirat des Christoph von Bila, anfangs Page bei König Maximilian I., mit Anna von Werthern im Jahre 1480.

## Persönlichkeiten
- Bruno von Bila, unterschrieb 1415 den Protestbrief gegen die Verbrennung von Jan Hus in Konstanz.
- Georg von Bila († 1559), Domherr zu Magdeburg
- Heinrich von Bila (1534–1584), Vertreter des unmündigen Bischofs Heinrich Julius von Halberstadt, Hauptmann des Stifts Merseburg, Epitaph im Merseburger Dom.[4]
- Joachim von Bila, kaiserlicher Appellationsrat, erhielt 1563 die Genehmigung, das in der Hütte in Graupen geschmolzene Silber und Kupfer gegen Entrichtung der Maut außer Landes zu führen[5]
- Hans von Biela (Byla): 1563 Rittergutsbesitzer des Dorfes Spremberg und Befehlshaber der königlichen Garde zu Prag (1597)
- Friedrich von Bila († 1621), kaiserlicher Rat
- Friedrich Barthol von Bielen (1653–1708), Gemeinschaftsberghauptmann, Rat und Amtmann zu Leutenberg und schwarzburg-rudolstädtischer Kammerdirektor
- Philipp Wilhelm von Biela († 1773), k.k. Generalmajor
- Christian Friedrich von Byla (1704–1775), Oberforstmeister und Rittergutsbesitzer
- Carl Friedrich von Biela (1732–1803), k.k. Generalfeldmarschallleutnant
- Karl Anton von Bila (1741–1820), preußischer Generalmajor und Kommandeur der magdeburgischen Füsilierbrigade sowie Herr auf Hainrode, Ritter des Ordens Pour le Mérite
- Christoph Rudolf von Bila (1743–1808), preußischer Generalmajor, Chef des Husarenbataillons Nr. 11 in Ansbach-Bayreuth, Ritter des Ordens Pour le Mérite
- Wilhelm von Biela (1782–1856), österreichischer Major und Stadtkommandant von Rovigo, Entdecker des „Bielaschen Kometen“
- Karl von Bila (1784–1846), preußischer Generalmajor, Gerichts- und Patronatsherr auf Hainrode
- Karl von Byla (1806–1852), preußischer Landrat des Kreises Nordhausen
- Christian Karl von Byla (1857–1933), preußischer Landrat
- Ernst von Bila (1868–1918), Major, Kommandeur des Infanterie-Regiments „Prinz Friedrich der Niederlande“ (2. Westfälisches) Nr. 15, Ritter des Ordens Pour le Mérite
- Helene von Bila (1904–1985), Hochschulpolitikerin
- Otto-Heinrich von Bila (1909–1983), Ordonnanzoffizier unter Generalfeldmarschall Günther von Kluge und im Widerstand gegen den Nationalsozialismus[6]